# Patrimoni industrial
El patrimoni industrial és tota aquella resta material o immaterial producte de la societat industrial-capitalista. La principal disciplina que estudia aquest patrimoni és l'arqueologia industrial.

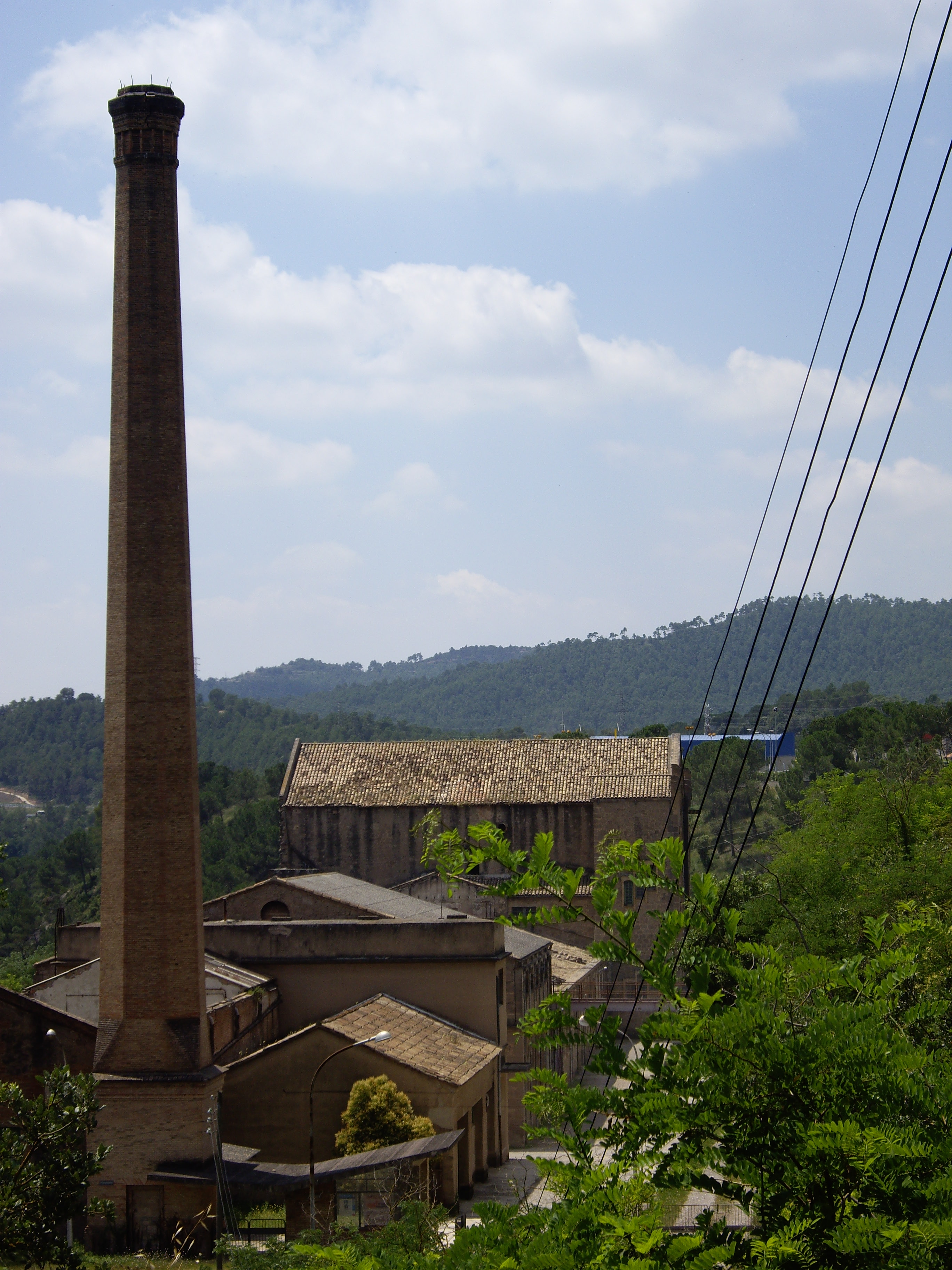
Xemeneia i conjunt de la Colònia Vidal a Puig-Reig.

Encara que no hi ha unanimitat en la definició del terme, ja que es tracta d'una disciplina molt jove, segons el TICCIH (The International Committee For The Conservation Of The Industrial Heritage), el patrimoni industrial es compon de les restes de la cultura industrial que posseeixen un valor històric, tecnològic, social, arquitectònic o científic. Aquestes restes consisteixen en edificis i maquinària, tallers, molins i fàbriques, mines i llocs per processar i refinar, magatzems i dipòsits, llocs on es genera, es transmet i s'usa energia, mitjans de transport i tota la seva infraestructura, així com els llocs on es desenvolupen les activitats socials relacionades amb la indústria, tals com l'habitatge, el culte religiós o l'educació.
Tal com recull la Ponència desenvolupada per diversos membres de l'Associació Basca de Patrimoni Industrial i Obra Pública, el Patrimoni Industrial abraçaria “qualsevol construcció o estructura fixa o d'un altre tipus pertanyent especialment al període de la Revolució Industrial que, bé per si sols, bé en conjunt amb instal·lacions o equipaments essencials, il·lustren el naixement o el desenvolupament de processos industrials o tècnics”.
El Patrimoni Industrial, per tant, abasta no només els immobles (fàbriques, tallers, molins, etc.) estructures arquitectòniques i maquinària de producció (naus, xemeneies, locomotores...), sinó també les vies de transport i comunicació per arribaven les matèries primeres i es comercialitzaven els productes (ponts, ferrocarrils, estacions, casetes de peons caminers, etc.), les residències (barris obrers i cases burgeses), centres associatius i assistencials dels treballadors (ateneus, hospitals, sanatoris, etc.), els serveis públics de sanejament urbà (mercats, escoles, escorxadors, cementiris...) i, en última instància, els mateixos paisatges modificats per l'activitat extractiva i industrial.

## Catalunya

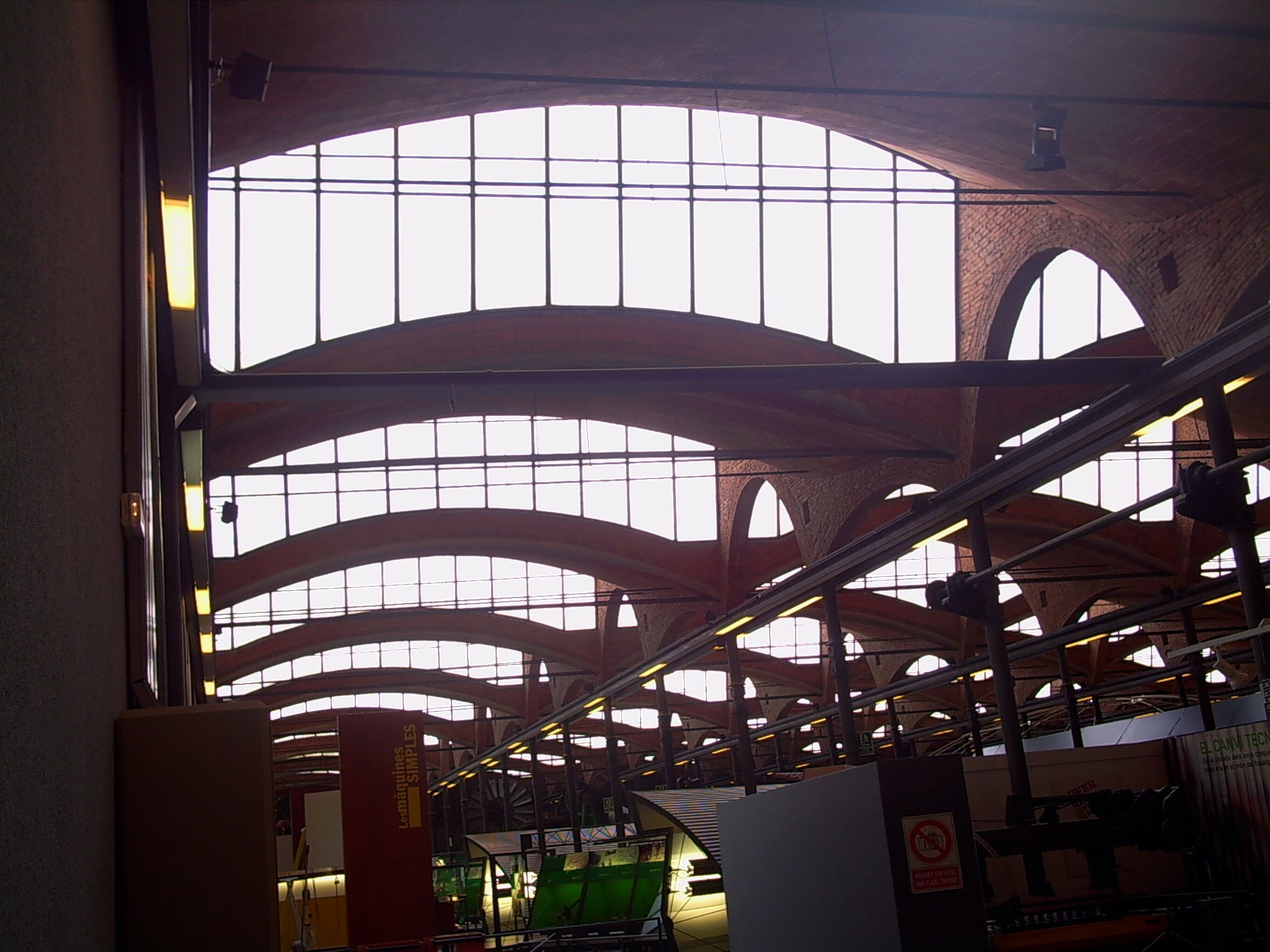
Interior del mNACTEC on es pot apreciar la volta catalana a l'antiga nau de producció.

Catalunya, com la primera i principal regió industrialitzada de l'estat, i amb una Revolució Industrial apareguda al mateix temps que al Regne Unit, compta amb una gran quantitat de vestigis industrials arreu del seu territori. Des de fa anys s'ha portat a cap un projecte de protecció i difusió del seu patrimoni a través de la restauració i posada en valor d'una gran quantitat de béns immobles.
Dintre d'aquest projecte se situa la creació del Museu de la Ciència i de la Tècnica de Catalunya (mNACTEC), amb seu al Vapor Aymerich, Amat i Jover de Terrassa que, a més, és el centre neuràlgic de tota una xarxa de vint-i-cinc museus industrials espargits arreu el Principat per conèixer la seua industrialització.
A més, a l'mNACTEC també es troba la seu del TICCIH a Espanya i, alhora, allotja la web principal de l'organització internacional.
No obstant aquesta xarxa, a tot el territori s'hi troben petits museus industrials i gran quantitat de vestigis industrials restaurats i rehabilitats. Pel que fa al patrimoni ferroviari, s'hi troben a Barcelona els funiculars de Montjuïc i el Tibidabo, i el ferrocarril de cremallera de Núria.
Des de 2005, la Xarxa de Turisme Industrial de Catalunya (XATIC) aplega una gran part de l'oferta de turisme industrial de Catalunya. Més de 25 municipis en formen part, aconseguint en torn el milió de visitants anuals entre els més de 30 equipaments que hi participen.

## País Valencià
Al País Valencià hi ha un immens patrimoni industrial, si bé és cert que es troba dispers i aïllat arreu del territori. Destaquen les comarques de l'Alcoià, el Comtat, la Vall d'Albaida, Alt, Mitjà i Baix Vinalopó i la Plana Baixa, a més de les ciutats de València, Castelló de la Plana, Alacant, Port de Sagunt i Gandia. Les restes patrimonials abracen un gran ventall de varietats industrials com el tèxtil, el paper, el calçat, el metall, el moble, el joguet, la ceràmica, l'electricitat o l'alimentació.

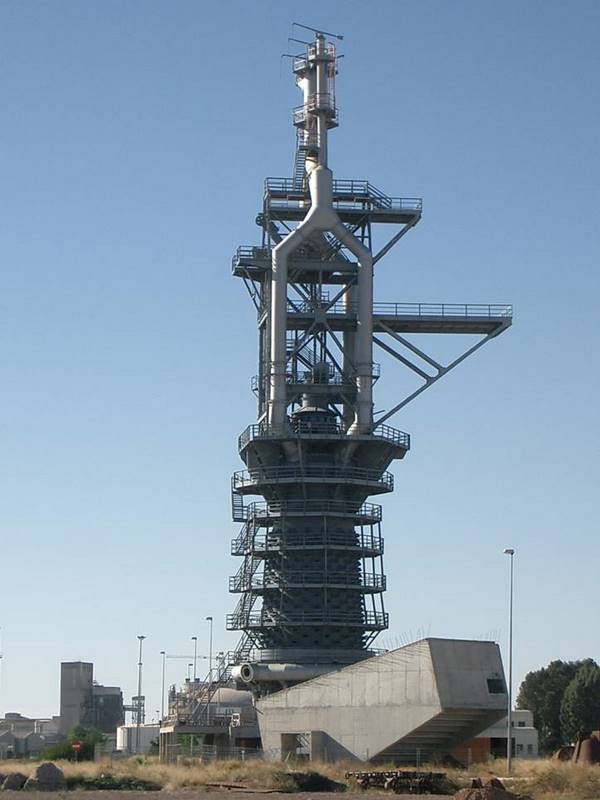
Alt Forn núm.2 al Port de Sagunt, València.

Al país s'hi troben l'Associació Valenciana d'Arqueologia Industrial (AVAI) i la Fundació de la Comunitat Valenciana de Patrimoni Industrial de Sagunt. Totes dues treballen per la difusió, coneixement, respecte i preservació d'aquest patrimoni a través de conferències, rutes o publicacions específiques. Si bé és cert que la Fundació se cenyeix a les restes patrimonials de Sagunt i Port de Sagunt, l'AVAI obri el seu ventall a tot el territori valencià.
Les restes industrials més antigues del País Valencià estan localitzades arreu les comarques a través de la gran quantitat de molins fariners que hi existeixen; però, si més no, les primerenques indústries reconegudes com a tals, s'hi troben a les riberes dels rius Molinar i Barxell, totes dues zones situades al seu pas per Alcoi (la primera i principal localitat industrialitzada del país); altres focus riberencs de gran importància són els localitzats als rius Clariano i Vinalopó. Destaquen, a més, les dues xarxes ferroviàries Alcoi-Gandia i Villena-Alcoi-Iecla i les dues colònies industrial situades a l'Alt Vinalopó: La Encina (sorgit a finals de segle xix arran la construcció de la xarxa ferroviària) i La Colònia de Santa Eulàlia (un antic poblat agrícola industrial).
Alhora, també és de destacar la gran varietat industrial del país. El tèxtil és l'activitat principal, situant-se principalment a l'Alcoià, el Comtat, la Vall d'Albaida, Crevillent i Morella, el paper a Banyeres i Alcoi, el calçat arreu el Vinalopó, el metall al Port de Sagunt, el moble a la ciutat de València, la ceràmica a Castelló de la Plana i València, el joguet a la Foia de Castalla i Dénia, el torró a Xixona, la xocolata a la Vila Joiosa, la taronja a la Ribera i la Safor, i la vinya a l'interior del Vinalopó, la Plana d'Utiel, la Foia de Bunyol i l'interior de la Marina Alta.
Si bé és cert que, en general, aquest patrimoni es troba molt degradat i poc valorat, enderrocant-se o transformant completament importants béns immobles, arreu del país hi existeixen una gran quantitat de museus especialitzats amb aquestes indústries. A Castelló es troba el Museu del Taulell Manolo Safont a Onda i el Museu de la Ceràmica a L'Alcora.
A València està el Museu del Vi d'Utiel-Requena, el Museu de l'Arròs, el Museu González Martí de Ceràmica, el Museu municipal del Trenet i el Col·legi Major de la Seda a València, el Museu de la Rajoleria a Paiporta, el Museu de la Ceràmica a Manises, la Col·lecció d'electrodomèstics Alfonso Hofmann a Rocafort-Godella, el Museu de la Impremta a El Puig, el Museu de la Indumentària a Bellver, el Museu Garín de la Seda a Montcada (Horta Nord) i els futurs Museu del Tèxtil a Ontinyent, el Centre d'Interpretació de l'Alt Forn núm. 2 a Port de Sagunt i el Museu del Transport a València.
Finalment, a Alacant hi ha el Museu del Calçat a Elda, el Museu del Paper a Banyeres, el Museu Valencià del Joguet a Ibi, el Museu del Joguet a Dénia i Onil, la Granja-escola dedicada al vi de Xaló, els Museus de la Xocolata Clavileño i Valor a La Vila Joiosa, el Museu del Torró a Xixona, el Museu de la Terrisseria a Agost i el Museu del Ferrocarril a Torrellano.

## Portugal
Igual que Espanya, Portugal es va industrialitzar de forma tardana i desigual; destaquen tres centres de gran importància. Un constituït per l'eix Porto-Braga, la regió i ciutat de Lisboa, i Aveiro. Existeix a Portugal l'Associação Portuguesa de Arqueologia Industrial (APAI), la qual gestiona activitats i projectes, denúncia agressions i posa en valor el seu patrimoni industrial.

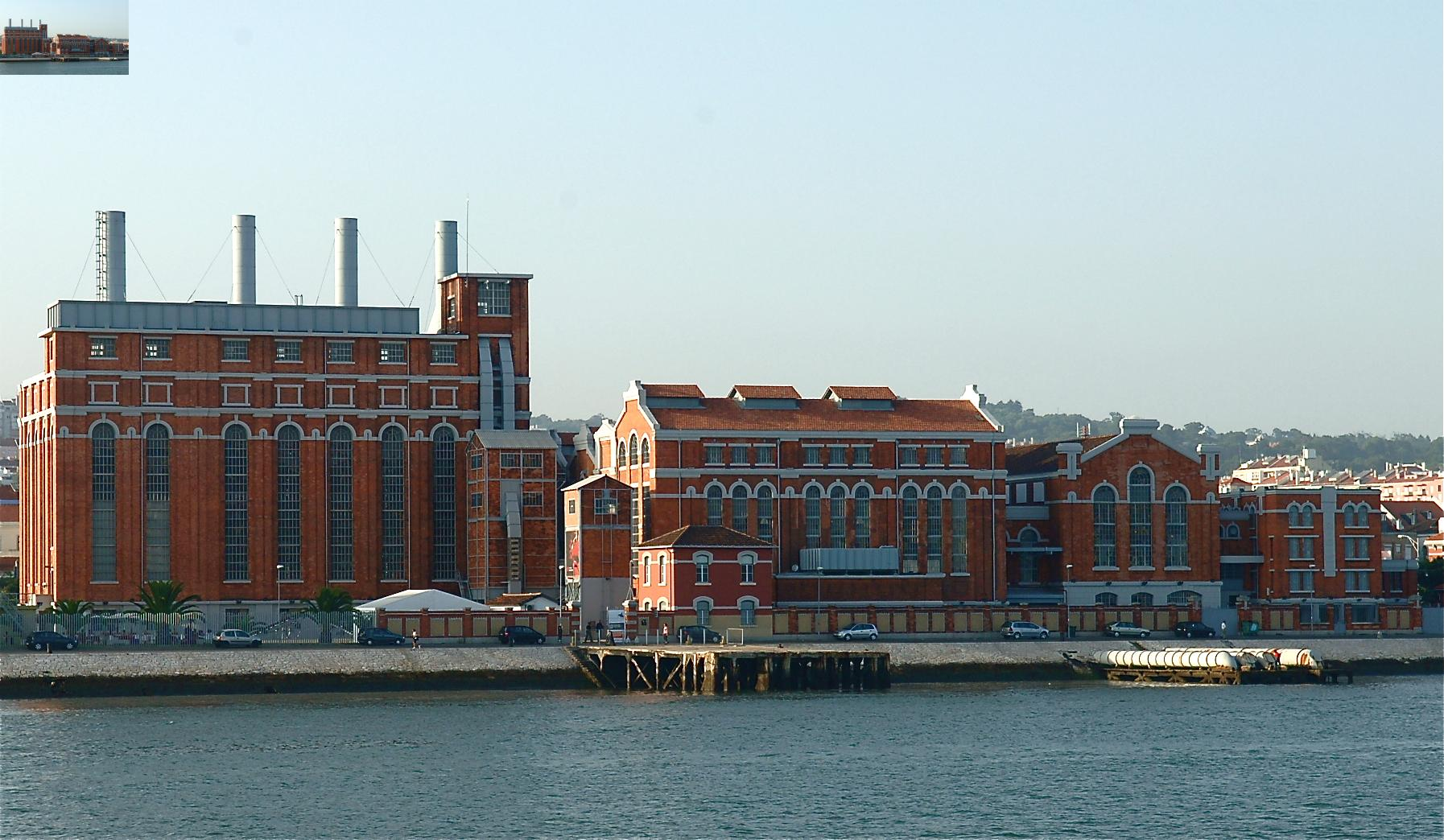
Conjunt de la Central Tejo, actual Museu de l'Electricitat.

De l'eix nord mereix especial atenció la ciutat de Porto, la primera ciutat industrial de Portugal amb activitats en tèxtil, fosa, molitja, pelleteria, electricitat, mistos, siderúrgia, etc. Quasi tota la seua indústria va anar concentrant-se a les vores del riu Duero, conservant-se, encara avui en pitjor o millor estat, una important quantitat de centres fabrils. Des de fa uns anys està en procés l'obertura d'un Museu da Indústria de Porto. També d'aquest eix s'ha d'esmenar el Vale do Ave, una zona de muntanya a cavall entre Porto i Braga amb una forta producció industrial especialitzada en tèxtil. Degut al tancament progressiu de les seues indústries fa unes dècades, es va decidir donar un altre impuls econòmic a la regió; així, es va crear una Ruta de Patrimoni Industrial que recorre tota la ribera del riu Ave travessant totes les seues poblacions, restaurant la major part dels seus vestigis industrials, potenciant el turisme i posant en valor el seu patrimoni.
A la capital lusa es poden destacar tres grans zones industrials: Orient, Belém i Alcântara. Les dues primeres sofriren un procés de desindustrialització i rehabilitació al llarg dels anys; el primer arran l'Expo '98 i, el segon, degut a la importància monumental de la zona (on es troba el Monestir dels Jerònims o la Torre de Belém). Això no obstant, tant en una zona com en l'altra encara queden diverses fàbriques i conjunts industrials que no deixen més que justificar la importància de la industrialització lisboeta. A Orient (que inclou, entre d'altres, Xabregas, Chelas, Marvila, Braço de Prata, Sacavém, etc.) es troben una gran quantitat de vestigis, inclús en bon estat de conservació, com el gran conjunt de la Manutenció Militar, la Torre Galp o el Museu de l'Aigua. A Belém, en canvi, foren destruïts la majoria de les seues indústries salvant-se, quasi sense excepció, la Cordoeria Nacional da Junqueira i, front d'ella, la Central Tejo, convertida avui en Museu de l'Electricitat, un exemple únic a Europa de central termoelèctrica, on es conserva la major part de la maquinària original en l'interior d'un conjunt fabril edificat amb estructura de ferro i revestiment de maons, amb influències estètiques que abracen des del modernisme fins al classicisme.
El tercer focus, Alcântara, va ser un dels grans centres industrials de Lisboa. Actualment integrada plenament a Lisboa, antany se situava als afores de la capital i, per això, se situaren una gran quantitat d'indústries i barris obrers. Encara avui es conserven bons vestigis d'aquest passat al centre neuràlgic del barri, prop del Largo do Calvário; la majoria d'aquests vestigis fores reutilitzats com habitatges, concessionaris o pubs, el que va permetre conservar la seua estructura exterior i l'urbanisme que crearen. Tot i això, dues de les majors fàbriques segueixen en peu, es tracta de la Companhia de Açúcar de Moçambique i la Fábrica de Moagens e Massas Alimentícias A Napolitana, aquesta última avui encara en funcionament, es tracta d'un dels més bells exponents de l'arquitectura industrial de Lisboa, amb decoracions modernistes i vigues de ferro. A més, també prop del Largo do Calvário, s'hi troba el bast conjunt fabril de Carris, l'empresa de transport urbà de la ciutat, on al seu interior està el Museu del Carris, dedicat a la història del transport a Lisboa.
Un altre centre industrial important és la ciutat d'Aveiro i el seu districte. La seua ria fou la font de la seua riquesa i, amb ella, la indústria d'extracció salina; encara que també és conegut per la producció de taulells. A les seues salines va ser creat l'Ecomuseu Marinha da Troncalhada. A més, fora d'Aveiro però al seu districte, es troba el Museu da Chapelaria en São João da Madeira.